# Quiaptepec
Quiaptepec är en ort i Mexiko.   Den ligger i kommunen Zoquitlán och delstaten Puebla, i den sydöstra delen av landet, 250 km sydost om huvudstaden Mexico City. Quiaptepec ligger 2 111 meter över havet och antalet invånare är 234.
Terrängen runt Quiaptepec är kuperad åt sydväst, men åt nordost är den bergig. Runt Quiaptepec är det ganska tätbefolkat, med 72 invånare per kvadratkilometer. Närmaste större samhälle är Coxcatlán, 13,6 km väster om Quiaptepec. I omgivningarna runt Quiaptepec växer i huvudsak blandskog.